# Arcs medievals del Call Jueu
Els Arcs medievals del Call Jueu és una obra gòtica de Tarragona protegida com a Bé Cultural d'Interès Local.

## Descripció
Dos arcs apuntats al carrer de Talavera formen un passadís d'entrada a l'antic barri jueu. Al número 23 de la Plaça dels Àngels, un arc apuntat medieval que dona pas al porxo d'entrada, i l'arrencada d'un altre.
El porxo comunica per un carreró molt curt amb la plaça del Rovellat.